# Othon II de Bade-Hachberg
Othon II de Bade-Hachberg († 1418) fut de 1410 à 1415 margrave de Hachberg et seigneur  Höhingen.

## Biographie
Othon II est le fils de Hesso de Bade-Hachberg et d'Agnès de Geroldseck issue de la lignée des seigneurs de Geroldseck. Selon les sources disponibles il ne contracte pas d'union et n'a pas de descendant. Après la mort de ses oncle Jean de Bade-Hachberg en 1409 de celle de son père Hesso, l'année suivante ainsi que la disparation prématurée de ses frères ainés, Henri et Hesso; Othon II  hérite seul du margraviat en 1410.
Fortement endetté et sans héritier, Othon II recherche un acquéreur pour ses domaines. Il propose d'abord 
sa succession à son cousin Rodolphe III de la lignée de Sausenberger qui descend comme lui de Henri Ier de Bade-Hachberg,  fils cadet de Hermann IV de Bade. C'est toutefois son cousin éloigné Bernard Ier de Bade descendant de Hermann V de Bade qui fait l'acquisition du margraviat de Hachberg le 25 juillet 1415 pour la somme de 80.000 gulden rhénan.  Malgré cette cession, Othon II porte jusqu'à sa mort en 1418 le titre de « margrave de Hachberg » et conserve le château de Höhingen qui reste sa résidence jusqu'à la fin de sa vie, la maison Baden-Hachberg disparait avec lui.

## Sources
- Anthony Stokvis, Manuel d'histoire, de généalogie et de chronologie de tous les États du globe,depuis les temps les plus reculés jusqu'à nos jours, préf. H. F. Wijnman, éditions Brill Leyde 1890-1893, réédition 1966, Volume III, Chapitre VIII. « Généalogie de la Maison de Bade, I. »  tableau généalogique no 105.
- (de) Johann Christian Sachs, Einleitung in die Geschichte der Marggravschaft und des marggrävlichen altfürstlichen Hauses Baden, Tome Premier, 1764, pages 471 à 475, Francfort et Leipzig.